# Utterslev Sogn (København)
 For alternative betydninger, se Utterslev Sogn. (Se også artikler, som begynder med Utterslev Sogn)
Utterslev Sogn var et sogn i Bispebjerg-Brønshøj Provsti (Københavns Stift). Sognet lå i Københavns Kommune (Region Hovedstaden). Indtil Kommunalreformen i 2007 lå det i Københavns Kommune (Københavns Amt), og indtil Kommunalreformen i 1970 lå det i Sokkelund Herred (Københavns Amt). I Utterslev Sogn lå Utterslev Kirke.
I Utterslev Sogn findes flg. autoriserede stednavne:
- Utterslev (bebyggelse, ejerlav)